# يان كوكرين (لاعب كرة قدم)
يان كوكرين (بالإنجليزية: Ian Cochrane)‏ هو لاعب كرة قدم بريطاني، ولد في 27 أبريل 1959 في بلزهيل ‏ في المملكة المتحدة. لعب مع بريستون نورث إيند ودندي يونايتد وكوين أوف ساوث ونادي بارتيك ثيسل ونادي غرينوك مورتون ونادي كاودينبيث لكرة القدم وهاميلتون أكاديميكال.